# Foundation for Economic Education
Quỹ  Giáo dục Kinh tế (tiếng Anh: Foundation for Economic Education, viết tắt: FEE) là một viện chính sách kinh tế học và tự do cá nhân tại Hoa Kỳ cổ vũ "các nguyên tắc kinh tế, đạo đức và luật pháp của một xã hội tự do." FEE xuất bản sách, các bài viết, và tổ  chức các hội thảo và bài giảng.